# هلترسبرگ
هلترسبرگ (به آلمانی: Heltersberg) یک شهر در آلمان است که در زودوستپفالتس واقع شده‌است. هلترسبرگ ۲٬۱۸۸ نفر جمعیت دارد.